# C'est ça l'amour (film, 1997)
Pour les articles homonymes, voir C'est ça l'amour.
 (décembre 2023).
Pour plus de détails, voir Fiche technique et Distribution.
C'est ça l'amour (That Old Feeling) est un film américain réalisé par Carl Reiner, sorti en 1997.

## Synopsis
Invités au mariage de leur fille (Paula Marshall), deux ex-époux (Bette Midler, Dennis Farina) belliqueux redécouvrent leur passion l'un pour l'autre.

## Fiche technique
- Titre : C'est ça l'amour
- Titre original : That Old Feeling
- Réalisation : Carl Reiner
- Scénario : Leslie Dixon
- Musique : Patrick Williams
- Pays d'origine :  États-Unis
- Sociétés de production : Universal Pictures et The Bubble Factory
- Genre : comédie romantique
- Durée : 105 minutes
- Date de sortie :
  - États-Unis : 4 avril 1997
  - France : 10 juin 1998

## Distribution
- Bette Midler (VF : Michèle Bardollet) : Lilly Leonard
- Dennis Farina (VF : Patrick Messe) : Dan de Mora
- Paula Marshall (VF : Sybille Tureau) : Molly de Mora
- Gail O'Grady (VF : Anne Deleuze) : Rowena
- David Rasche (VF : Yves Beneyton) : Alan
- Jamie Denton (VF : Bernard Gabay) : Keith Marks
- Danny Nucci (VF : David Kruger) : Joey Donna
- Blu Mankuma (VF : Michel Vigné) : le pianiste
- Jayne Eastwood (VF : Tamila Mesbah) : la tante Iris
- Michael J. Reynolds (VF : Igor de Savitch) : le sénateur Marks
- Joan Luchak : la femme du sénateur Marks
- Mike Wilmot : l'homme au mariage
- Lula Franklin : la grand-mère Tapper
- George Hevenor : le chef d'orchestre
- Arlene Meadows (VF : Jane Val) : la propriétaire de l'auberge
- Don Allison : le commis de bureau
- Ian Clark (VF : Frédéric Norbert) : Rufus
- David Huband : un flic
- Tony Craig : un flic
- Kim Bourne : la serveuse
- Cara Chisholm : la serveuse
- Ian Downie (VF : Igor de Savitch) : le prêtre
- Gerry Mendicino : le maître d'hôtel
- Madeline Lee (VF : Jane Val) : la vieille dame au Sidewalk Café